# Byggemarked
Et byggemarked er en større butik, der forhandler byggematerialer som træ, vinduer, mursten, maling, vvs-artikler og fliser samt værktøj og arbejdsredskaber. Ofte har byggemarkedet også en haveafdeling med planter, haveredskaber og havemøbler.
Nogle byggemarkeder har en særskilt afdeling for professionelle håndværkere, mens byggemarkedet generelt i høj grad henvender sig til gør-det-selv-folket. 
Byggemarkederne konkurrerer med bl.a. Bilka og specialforretninger som Sadolin Farveland, ligesom der i løbet af de senere år er dukket flere netbaserede byggemarkeder op, såsom 10-4.dk.